# Patriarszy dekanat turkmeński
Dekanat turkmeński (pełna nazwa: Patriarszy dekanat parafii Rosyjskiego Kościoła Prawosławnego w Turkmenistanie) – prawosławny dekanat wchodzący w skład Środkowoazjatyckiego Okręgu Metropolitalnego Patriarchatu Moskiewskiego. Obejmuje terytorium Turkmenistanu.

## Historia
Dekanat grupujący parafie prawosławne w Turkmenistanie został utworzony 12 października 2007, poprzez wydzielenie z eparchii taszkenckiej i środkowoazjatyckiej. Od 2008 pozostaje pod zarządem biskupa (obecnie arcybiskupa) piatigorskiego i czerkieskiego Teofilakta (Kurjanowa). W lipcu 2011 dekanat turkmeński został włączony do Środkowoazjatyckiego Okręgu Metropolitalnego, mimo to nie nastąpiła zmiana na stanowisku administratora.

## Parafie
W skład dekanatu wchodzi 12 parafii, zgrupowanych w 3 okręgach:
- Okręg aszchabadzki (administrator: ks. prot. Joann Kopacz)
  - Parafia św. Aleksandra Newskiego w Aszchabadzie
  - Parafia św. Mikołaja w Aszchabadzie
  - Parafia Świętych Cyryla i Metodego w Aszchabadzie
  - Parafia Zmartwychwstania Pańskiego w Aszchabadzie
  - Parafia Ikony Matki Bożej „Poszukiwanie Zagubionych” w Daszoguzie
  - Parafia św. Apostoła Tomasza w Tedżenie
- Okręg balkański (administrator: ks. prot. Aleksandr Warłamow)
  - Parafia Narodzenia Bogurodzicy w Balkanabacie
  - Parafia św. Michała Archanioła w Turkmenbaszy
- Okręg maryjski (administrator: ks. prot. Andriej Paszczenko)
  - Parafia św. Metropolity Moskiewskiego Aleksego w Baýramaly
  - Parafia Opieki Matki Bożej w Mary
  - Parafia św. Mikołaja Cudotwórcy w Türkmenabacie
  - Parafia Świętych Apostołów Piotra i Pawła w Türkmenabacie[1].

W 2014 w parafiach dekanatu pracowało ogółem 15 duchownych.

## Monaster
Na terenie dekanatu działa jeden klasztor:
- Monaster św. Mikołaja Cudotwórcy w Aszchabadzie – żeński[2].

## Instytucje dekanalne
- Prawosławne Centrum Duchowo-Oświecicielskie w Aszchabadzie (przy parafii św. Mikołaja)[3]